# Canalicephalus minor
Canalicephalus minor är en stekelart som beskrevs av Van Achterberg 2002. Canalicephalus minor ingår i släktet Canalicephalus och familjen bracksteklar. Inga underarter finns listade.